# Gräfenbuch

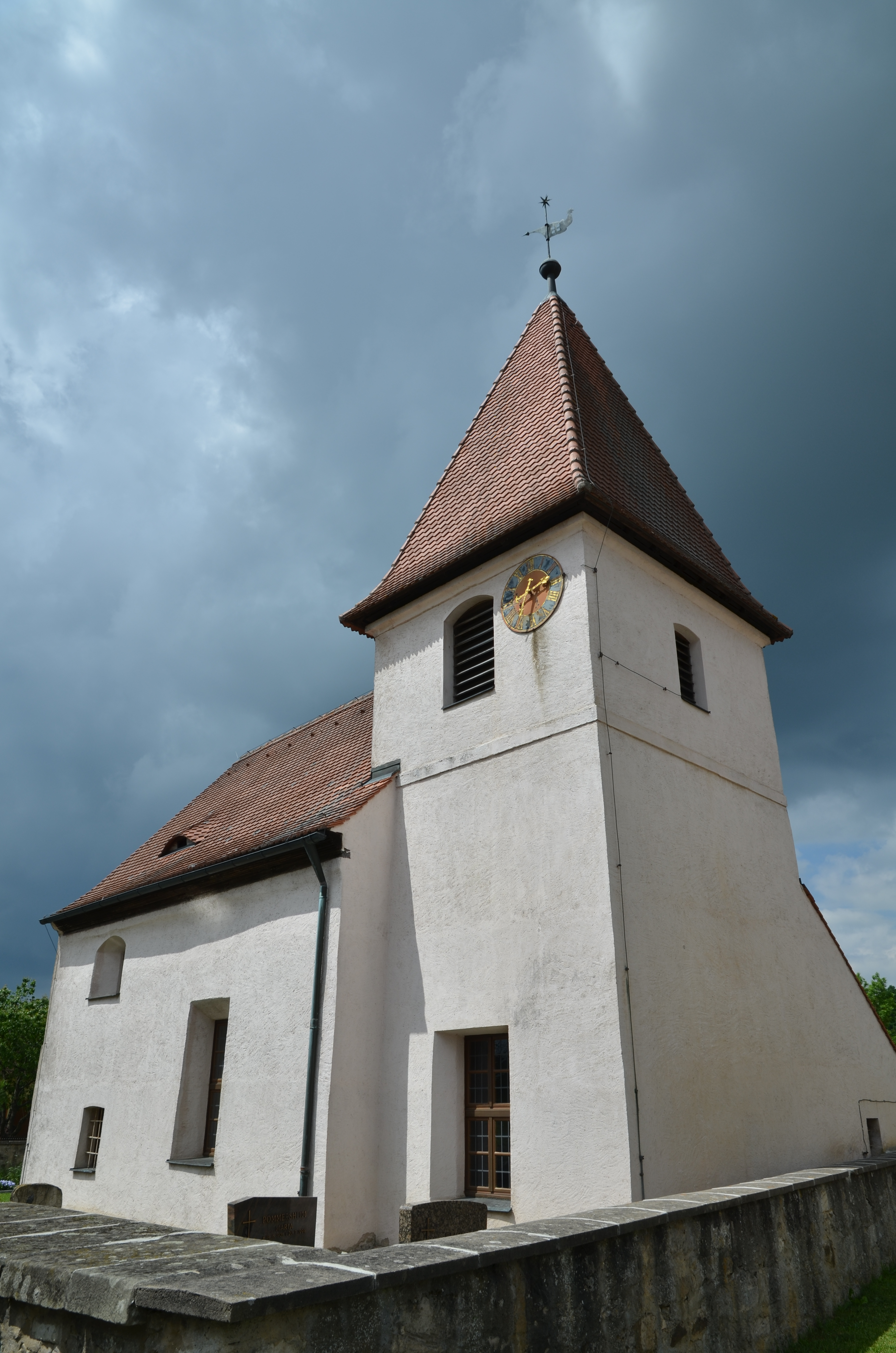
St. Peter und Paul

Gräfenbuch (fränkisch: Grefmbuch) ist ein Gemeindeteil des Marktes Lehrberg im Landkreis Ansbach (Mittelfranken, Bayern). Die Gemarkung Gräfenbuch hat eine Fläche von 3,989 km². Sie ist in 441 Flurstücke aufgeteilt, die eine durchschnittliche Fläche von 9046,31 m² haben.

## Geografie
Durch das Kirchdorf fließt der Sulzbach, ein rechter Zufluss der Fränkischen Rezat, dem dort von rechts der Rehbach zumündet. Im Nordwesten liegt der bewaldete Lange Berg (482 m ü. NHN), im Norden jenseits eines weiteren Bachlaufs das Hochholz, 0,75 km südwestlich der Heßbacher Ranken und das Waldgebiet Hag.
Die Kreisstraße AN 2 führt aus dem Altmühltal über das obere Sulzbachtal und den nächsten Ort Birkach im Westen durch Gräfenbuch zur Bundesstraße 13 etwas südöstlich des Ortes, welche Gräfenbuch selbst am Nordwestrand anschlusslos passiert. Eine Gemeindeverbindungsstraße führt dort über deren Trasse hinweg zur an der Gegenseite in Richtung Flachslanden abgehenden Staatsstraße 2253.

## Geschichte
Der Ort wurde 1347 als „Buch bei Lerpaur“ (= Lehrberg) erstmals urkundlich erwähnt, 1433 als „Greuenbuch“. Der Ortsname weist auf einen Buchenwald hin, der in Besitz von Grafen war. Ob es sich dabei um die benachbarten Grafen zu Dachstetten handelte, bleibt offen.
Das älteste Gebäude des Ortes ist die St.-Peter-und-Paul-Kirche, eine Filialkirche von Lehrberg. Sie ist etwa um 1430 entstanden. Aus dieser Zeit erhalten geblieben ist der zweigeschossige mit stichbogigen Schallöffnungen und vierseitigem Pyramidendach versehene gotische Chorturm, der aus Bruchstein- und Quadermauerwerk erbaut wurde.
Im 16-Punkte-Bericht des Fürstentums Ansbach von 1684 wurden für Gräfenbuch 16 Mannschaften angegeben. Grundherren waren das Hofkastenamt Ansbach (1 Anwesen), das Vogtamt Birkenfels (1), das Klosterverwalteramt Sulz (1), das Rittergut Trautskirchen (3), die Reichsstadt Nürnberg (1), das Hochstift Eichstätt (6) und die Gemeinde (Schmiede, Bad und Hirtenhaus). Das Hochgericht übte das brandenburg-ansbachische Hofkastenamt Ansbach aus. Die Dorf- und Gemeindeherrschaft hatte das Hochstift Eichstätt, was aber vom Hofkastenamt Ansbach bestritten wurde.
Gegen Ende des 18. Jahrhunderts gab es in Gräfenbuch 17 Anwesen. Das Hochgericht übte weiterhin das Hofkastenamt Ansbach aus. Die Dorf- und Gemeindeherrschaft hatte das eichstättische Vogtamt Lehrberg. Grundherren waren das Fürstentum Ansbach (Hofkastenamt Ansbach: 1 Haus; Vogtamt Birkenfels: 1 Tafernwirtschaft, 1 Gütlein; Klosterverwalteramt Sulz: 1 Hof), das eichstättische Propsteiamt Herrieden (1 Hof, 6 Halbhöfe, 2 Güter), das Rittergut Rügland der Herren von Crailsheim (3 Güter) und der Nürnberger Eigenherr von Löffelholz (1 Gut). Neben den Anwesen gab es noch die Kirche und kommunale Gebäude (Schmiede, Hirtenhaus, Badhaus). Es gab zu dieser Zeit 18 Untertansfamilien, von denen 12 ansbachisch waren. Von 1797 bis 1808 unterstand der Ort dem Justiz- und Kammeramt Ansbach.
1806 kam Gräfenbuch an das Königreich Bayern. Im Rahmen des Gemeindeedikts wurde 1808 der Steuerdistrikt Gräfenbuch gebildet, zu dem Ober- und Unterheßbach und Zailach gehörten. Die Ruralgemeinde Gräfenbuch entstand 1811 und war deckungsgleich mit dem Steuerdistrikt. Sie war in Verwaltung und Gerichtsbarkeit dem Landgericht Ansbach zugeordnet und in der Finanzverwaltung dem Rentamt Ansbach (1919 in Finanzamt Ansbach umbenannt). Am 13. September 1827 wurde Zailach nach Lehrberg umgemeindet und Ober- und Unterheßbach wurde die Bildung der Ruralgemeinde Heßbach genehmigt. In der freiwilligen Gerichtsbarkeit unterstanden drei Anwesen in Gräfenbuch von 1820 bis 1848 dem Patrimonialgericht Rügland.
Ab 1862 gehörte Gräfenbuch zum Bezirksamt Ansbach (1939 in Landkreis Ansbach umbenannt). Die Gerichtsbarkeit blieb bis 1870 beim Landgericht Ansbach, von 1870 bis 1879 war das Stadt- und Landgericht Ansbach zuständig, seit 1880 ist es das Amtsgericht Ansbach. Die Gemeinde hatte eine Gebietsfläche von 3,993 km². Im Zuge der Gebietsreform in Bayern wurde Gräfenbuch am 1. Januar 1974 nach Lehrberg eingemeindet.

### Baudenkmäler
- Haus Nr. 24: Evangelisch-lutherische Filialkirche St. Peter und Paul[20]
- Brauerei-Keller von Haus Nr. 11: Stichbogeneingang des 18. Jahrhunderts aus Quadermauerwerk mit bügelartiger Gesimsverdachung und Wappenschlussstein[20]

### Bodendenkmäler
In der Gemarkung Gräfenbuch gibt es zwei Bodendenkmäler, darunter:
- Burgstall Gräfenbuch am Schlossbuck: Runder Turmhügel mit Trockengraben[20]

### Einwohnerentwicklung
| Jahr      | 1818   | 1840   | 1852   | 1855   | 1861   | 1867   | 1871   | 1875   | 1880   | 1885   | 1890   | 1895   | 1900   | 1905   | 1910   | 1919   | 1925   | 1933   | 1939   | 1946   | 1950   | 1952   | 1961   | 1970   | 1987   | 2008  |
| Einwohner | 133    | 122    | 144    | 144    | 134    | 140    | 137    | 142    | 139    | 132    | 119    | 129    | 121    | 119    | 125    | 138    | 114    | 104    | 108    | 189    | 181    | 191    | 151    | 139    | 166    | 205   |
| Häuser    | 22     | 27     |        |        |        |        | 26     |        |        | 27     | 29     |        | 27     |        |        |        | 27     |        |        |        | 28     |        | 33     |        | 45     |       |
| Quelle    | [ 22 ] | [ 23 ] | [ 24 ] | [ 24 ] | [ 25 ] | [ 26 ] | [ 27 ] | [ 28 ] | [ 29 ] | [ 30 ] | [ 31 ] | [ 24 ] | [ 32 ] | [ 24 ] | [ 33 ] | [ 24 ] | [ 34 ] | [ 24 ] | [ 24 ] | [ 24 ] | [ 35 ] | [ 24 ] | [ 17 ] | [ 36 ] | [ 37 ] | [ 2 ] |

## Religion
Der Ort ist seit der Reformation evangelisch-lutherisch geprägt und war nördlich des Sulzbaches nach St. Maria (Obersulzbach) gepfarrt, seit 1812 sind sie wie die Einwohner südlich des Sulzbaches nach St. Margaretha (Lehrberg) gepfarrt. Die Einwohner römisch-katholischer Konfession waren zunächst nach St. Ludwig (Ansbach) gepfarrt, seit 1970 ist die Pfarrei Christ König (Ansbach) zuständig.